# Deutsch Árpád
Deutsch Árpád (1894 – ?) válogatott labdarúgó, balfedezet.

## Pályafutása

### Klubcsapatban
A BAK labdarúgója volt. Magas, technikás labdarúgó volt, aki az összjátékban is kitűnt a társai közül.

### A válogatottban
1918-ban két alkalommal szerepelt a magyar labdarúgó-válogatottban.

## Statisztika

### Mérkőzései a válogatottban
| Magyarország | Magyarország      | Magyarország                    | Magyarország | Magyarország | Magyarország | Magyarország | Magyarország | Magyarország |
| #            | Dátum             | Helyszín                        | Hazai        | Eredmény     | Vendég       | Kiírás       | Gólok        | Esemény      |
| ------------ | ----------------- | ------------------------------- | ------------ | ------------ | ------------ | ------------ | ------------ | ------------ |
| 1.           | 1918. április 14. | Budapest, Hungária körúti pálya | Magyarország | 2 – 0        | Ausztria     | barátságos   | -            |              |
| 2.           | 1918. május 12.   | Budapest, Hungária körúti pálya | Magyarország | 2 – 1        | Svájc        | barátságos   | -            |              |
|              | Összesen          |                                 |              | 2            | mérkőzés     |              | 0            | gól          |